# كاتي غاينور
كاتي غاينور (بالإنجليزية: Katie Gaynor)‏ هي لاعب كرة قاعدة أسترالية، ولدت في 30 أغسطس 1977.